# Heat (50 Cent)
"Heat" is de zevende track van Get Rich Or Die Tryin', het debuutalbum van Amerikaanse rapper 50 Cent. De track is net als drie andere nummers van het album geproduceerd door Dr. Dre. Hoewel de track nooit als single is uitgebracht, verscheen er wel een video van. De track begint met een intro met een conversatie tussen twee mannen in een auto, beiden ingesproken door 50 Cent, vlak voordat ze een overval begaan. Op de gecensureerde versie van Get Rich Or Die Tryin' is "Heat" als enige nummer compleet van de tracklist verwijderd vanwege de herhaalde gewelddadige uitspraken en het feit dat de beat een soort herhaald geweerschot bevat.